# Havers Motor Car Company

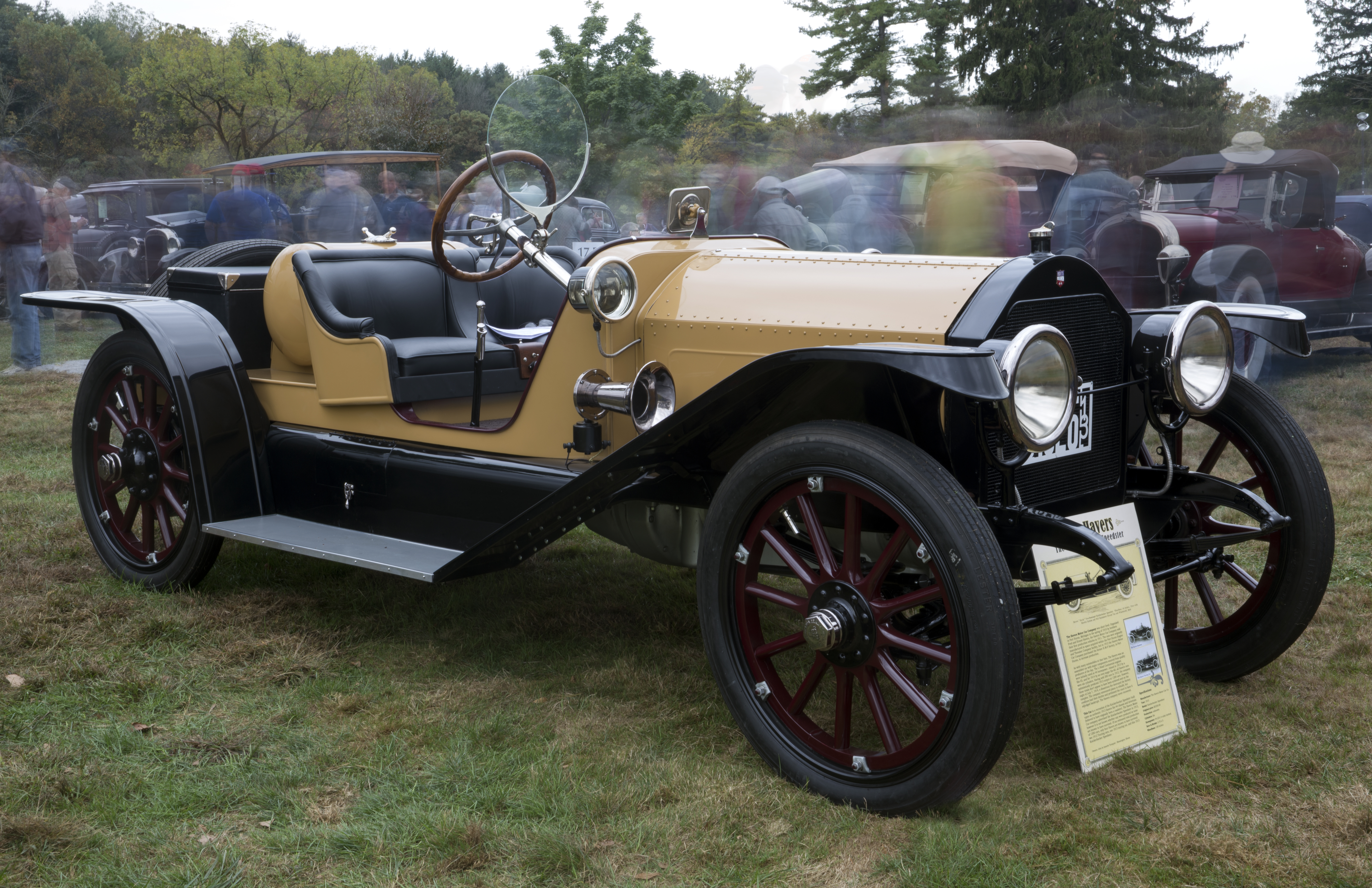
1913 Havers Knickerbocker Speedster

Havers Motor Car Company war ein US-amerikanischer Hersteller von Automobilen.

## Unternehmensgeschichte
Fred und Ernest Havers gründeten im Frühjahr 1910 das Unternehmen in Port Huron in Michigan. Fred war Präsident und Ernest der Konstrukteur. Sie begann im Dezember 1910 mit der Produktion von Automobilen. Der Markenname lautete Havers.
1912 wurde ein anderes Werk in der gleichen Stadt bezogen, in der vorher die Everitt-Metzger-Flanders Company tätig war. In dem Jahr entstanden 200 Fahrzeuge.
Am 8. Juli 1914 zerstörte ein Feuer das Werk. Damit endete die Produktion. Der Wiederaufbau war zwar angekündigt, scheiterte aber an finanziellen Mitteln. Im November 1914 begann der Bankrott. Im Oktober 1915 übernahm die Puritan Machine Company die Reste.

## Fahrzeuge
Im Angebot standen ausschließlich Fahrzeuge mit Sechszylindermotoren.
Im Modelljahr 1911 wurden die Fahrzeuge einfach Six genannt. Der Motor leistete 44 PS. Das Fahrgestell hatte 292 cm Radstand. Zur Wahl standen Roadster mit zwei Sitzen und Tourenwagen mit vier Sitzen.
1912 wurde die Bezeichnung Model Six-44 eingeführt. Die Motorleistung war nun mit 36/44 PS angegeben. Der Radstand wurde auf 310 cm verlängert.
1913 wurden wieder 44 PS angegeben. Außerdem ergänzte das Model Six-55 das Sortiment. Der Motor leistete 55 PS. Der Radstand betrug 325 cm. Neben einem fünfsitzigen Tourenwagen gab es ein zweisitziges Speed Car.
1914 blieb das Model Six-44 unverändert. Das größere Modell wurde zum Model Six-60. Der Motor leistete nun 60 PS. Ein zweisitziger Roadster ergänzte die zur Verfügung stehenden Aufbauten.

## Modellübersicht
| Jahr | Modell       | Zylinder | Leistung (PS) | Radstand (cm) | Aufbau                                                      |
| ---- | ------------ | -------- | ------------- | ------------- | ----------------------------------------------------------- |
| 1911 | Six          | 6        | 44            | 292           | Roadster 2-sitzig, Tourenwagen 4-sitzig                     |
| 1912 | Model Six-44 | 6        | 36/44         | 310           | Tourenwagen 5-sitzig, Roadster 2-sitzig                     |
| 1913 | Model Six-44 | 6        | 44            | 310           | Tourenwagen 5-sitzig, Roadster 2-sitzig                     |
| 1913 | Model Six-55 | 6        | 55            | 325           | Tourenwagen 5-sitzig, Speed Car 2-sitzig                    |
| 1914 | Model Six-44 | 6        | 44            | 310           | Tourenwagen 5-sitzig, Roadster 2-sitzig                     |
| 1914 | Model Six-60 | 6        | 60            | 325           | Tourenwagen 5-sitzig, Roadster 2-sitzig, Speed Car 2-sitzig |